# Ahmed Remadni
Ahmed Remadni, né en 1889 à (Blida) et mort le 1er janvier 1953 à (Blida), est un coureur cycliste algérien.

## Biographie
Ahmed Remadni est l'un des plus grands coureurs cyclistes algériens à l'échelle de l'Afrique du Nord. Cet homme, surnommé l'imbattable ou encore Le lion blidéen, a laissé une empreinte, qui pousse l'admiration dans le milieu cycliste en Afrique du Nord, pour son remarquable courage, sa puissance de bon coureur, son esprit de gagneur et la classe d'un véritable maître du vélo.
À ses débuts, il fut un excellent jockey et les nombreux succès obtenus firent de lui, à cette époque, une des plus fines cravaches d’Afrique du Nord. Il pratique également le football (FC Blida et Croissant Blidéen) et le cross-country, mais c'est en cyclisme qu’il se taille sa popularité. De 1920 à 1926 il truste titres et victoires tant sur le plan algérois que nord-africain, passant de la vitesse à la route avec une facilité étonnante. C'est d’ailleurs lui qui enleva en 1924 le premier critérium de « l'Écho d'Alger ».

## Palmarès
- 1914

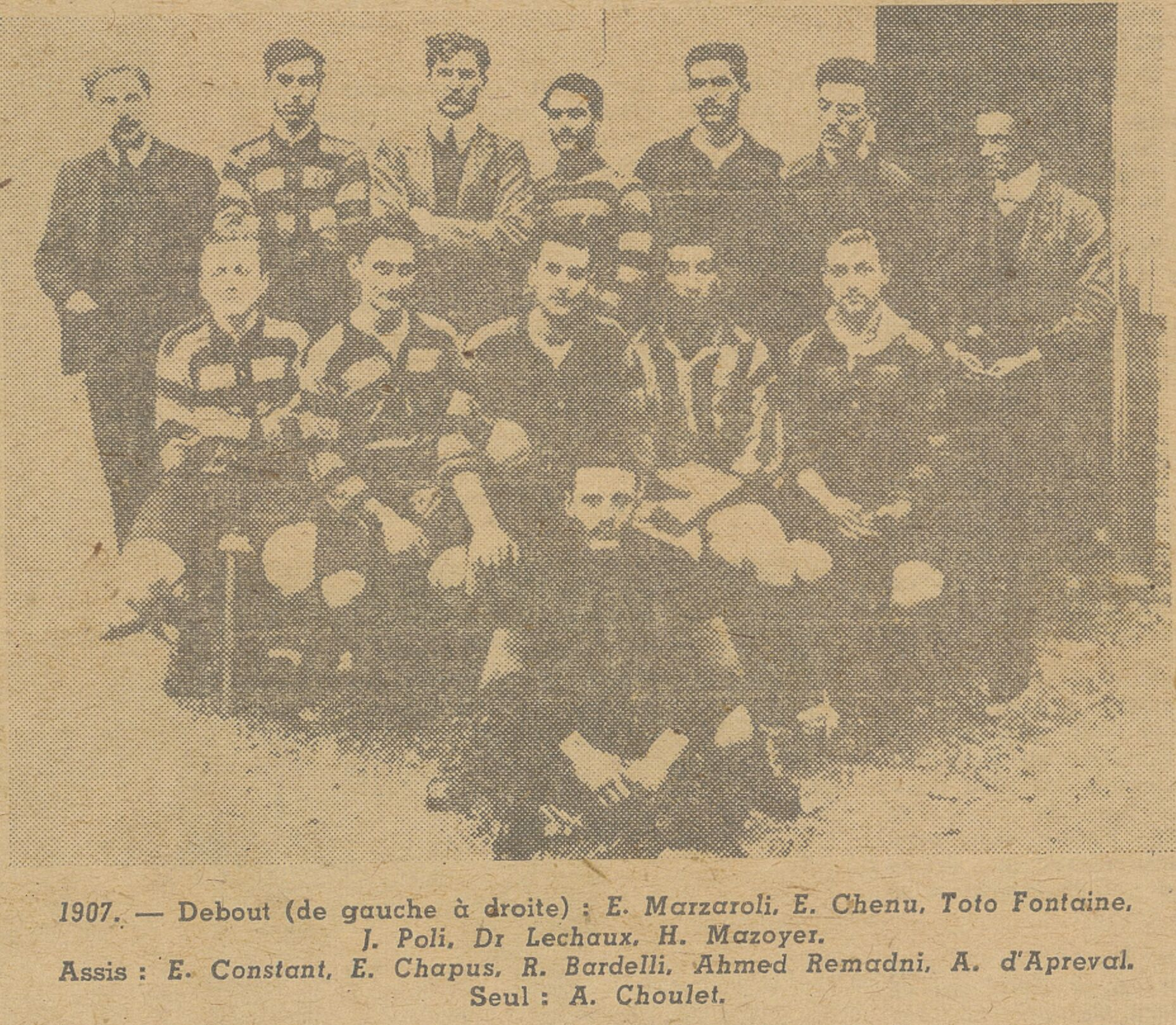
Ahmed Remadni en tant que footballeur à l'âge de 18 ans avec le club blidéen FC Blida en 1907.

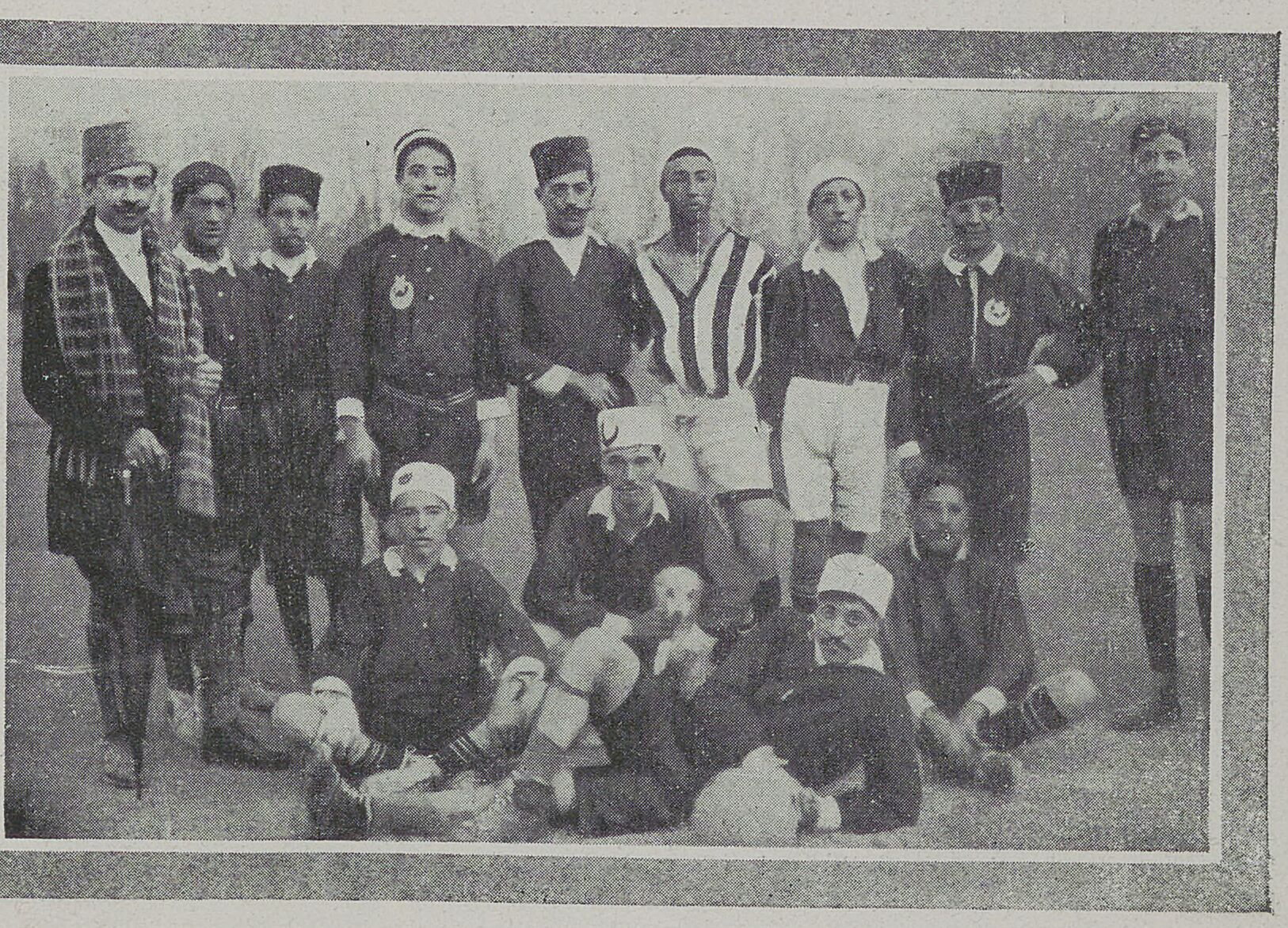
Avec le Croissant Club Blidéen en décembre 1911.

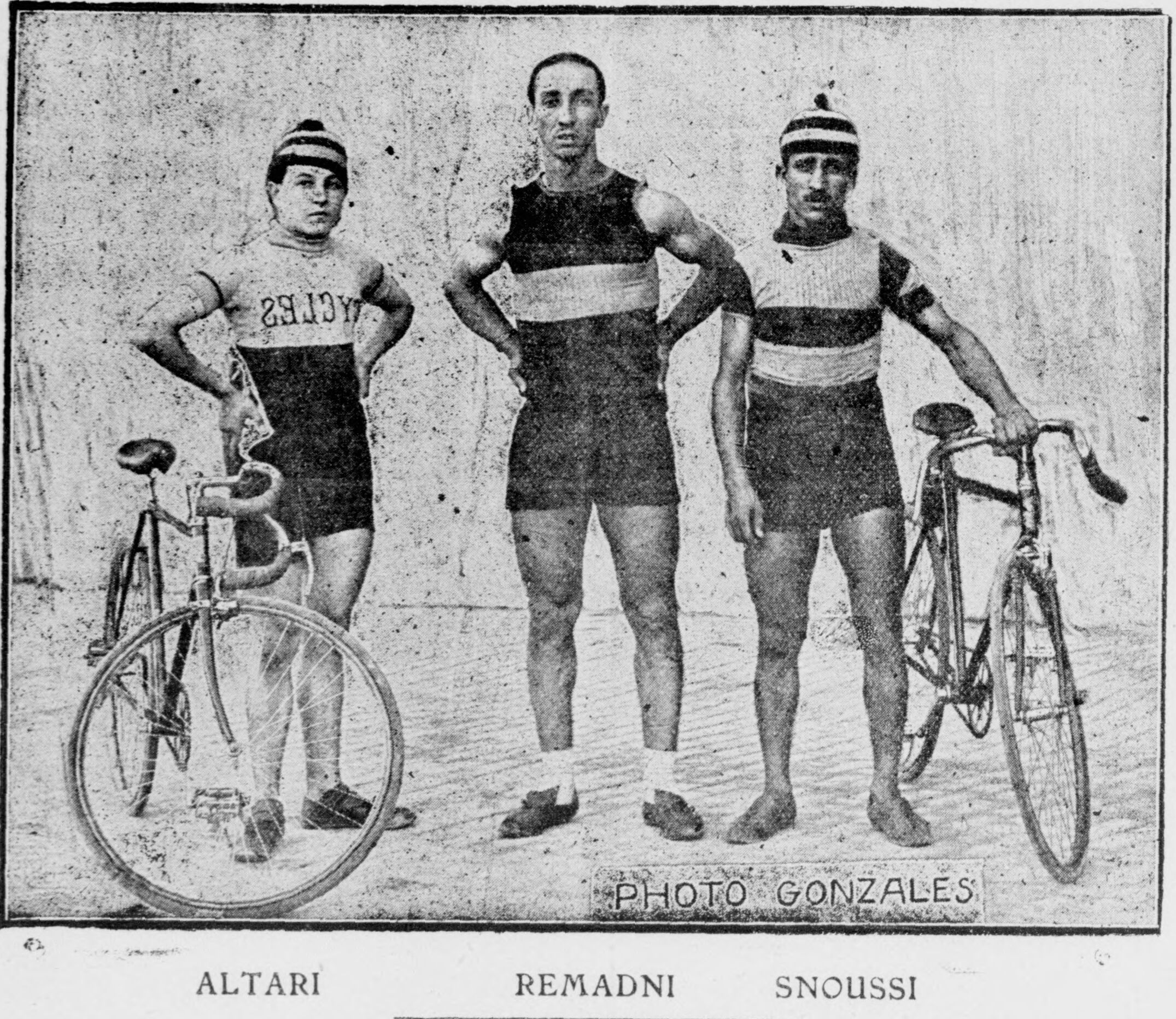
Grand Prix de la ville d'Alger de vitesse 1921.

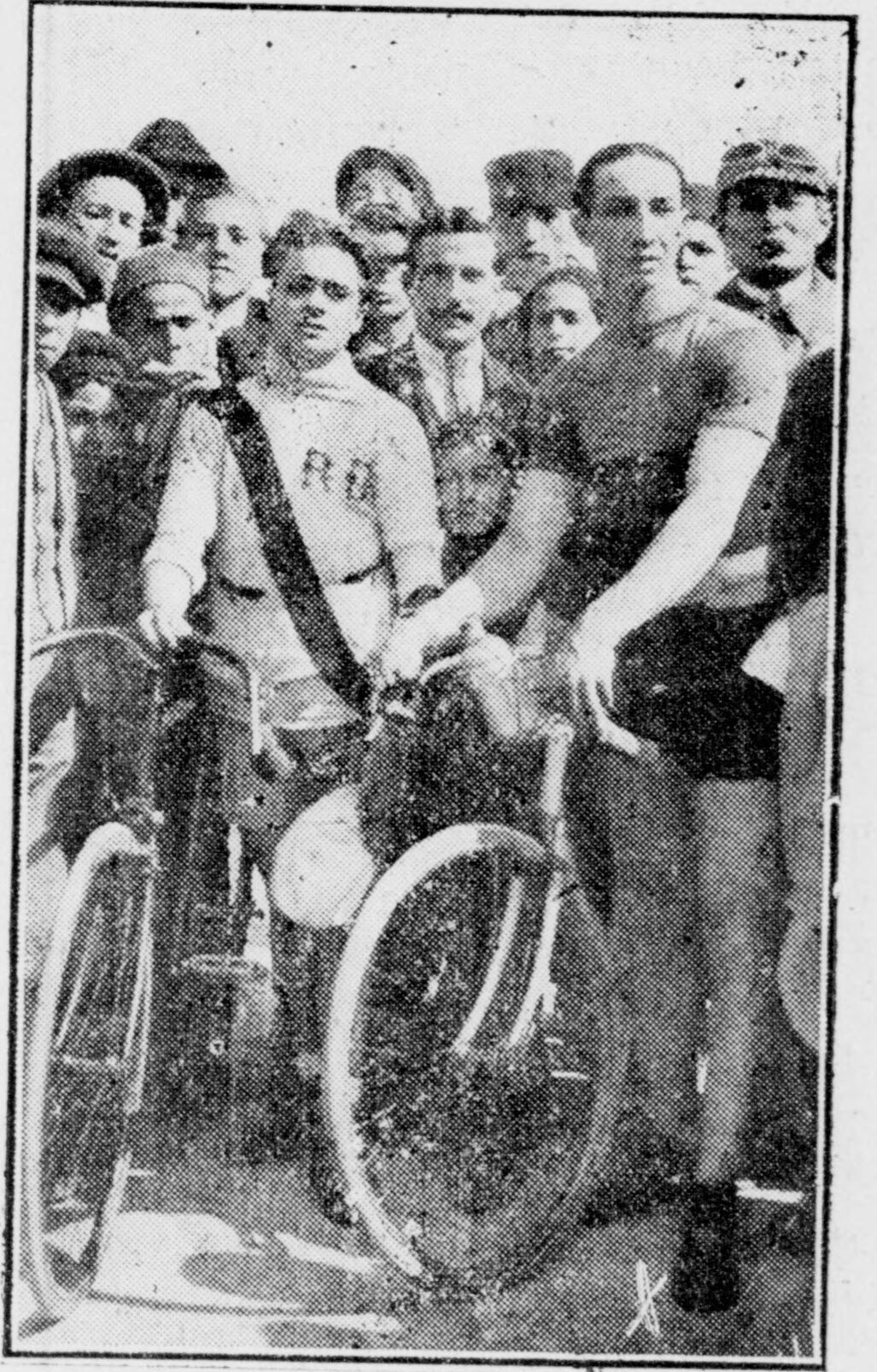
Remadni (à droite) le vainqueur de l'épreuve en avril 1921.

  - 3e au 1er étape Alger-Orléansville du Grand Prix Charles Perrin[3]
  - Vainqueur du Prix Rouiba-Larbaâ-Alger
  - Vainqueur du Grand Prix Villa
  - Vainqueur du Grand Prix Charles Perrin
  - Vainqueur de la course cycliste de Zéralda
  - Championnat cycliste de demi-fond de la Roue d'Or Algéroise
  - Remporte le match défi des fêtes de Maison Carré
- 1915
  - 2e au Circuit Gabriel Julien devant Martini à Marseille[4].
  - 2e au Grand Prix de la Fédération Cycliste Indépendante du Midi
  - Remporte le sprint du Grand Prix de la Fédération Cycliste Indépendante du Midi
- 1916
  - Remporte Circuit Gabriel Julien (Coureur Cycliste de l'Amicale Vélo Club de Marseille)
  - Remporte les courses cyclistes de Sidi Bel-Abbès
  - Prix Pardigon (Rampe Valee......Guyotville)
- 1919
  - Vainqueur du Critérium de la Paix
  - Vainqueur du Grand Prix Diannoux
  - Champion d'Alger de vitesse
  - Champion d'Afrique du Nord individuel sur route
- 1920
  - Vainqueur du Grand Prix Griffon
  - Champion d'Alger individuel sur route 50 km[5]
  - Champion d'Algérie individuel sur route 50 km
  - Champion d'Algérie individuel sur route 100 km
  - Champion d'Alger de vitesse
  - Champion d'Afrique du Nord individuel sur route
  - Remporte le championnat de vitesse de l'Union Vélocipédique de France (UVF)
  - Remporte le championnat cycliste de demi-fond de la Roue d'Or Algéroise (ROA)
  - Prix Galeries de France" (Alger...Castiglione....Alger)
  - Remporte le championnat des 50 km de l'Union Vélocipédique de France (UVF)
  - Remporte la course cycliste des fêtes de Blida
  - Remporte le championnat amateur cycliste de demi-fond sur une distance de 50 kilomètres
  - Remporte le championnat des 100 kilomètres (Alger-Blida) qualificatif pour les éliminatoires du championnat cycliste de France
  - Remporte la course cycliste de vitesse des fêtes de Boufarik
  - Grand Prix Griffon de la Roue d'Or Algéroise (ROA)
  - Remporte la course cycliste des fêtes de Mouzaiaville
  - Remporte la course cycliste des fêtes de Merad (Tipasa)
  - Organise une épreuve cycliste a Blida sur une distance de 50 kilomètres
  - Remadni Ahmed représenta les coureurs cyclistes algériens au championnat cycliste de France a Paris (France) en 1920
- 1921
  - Vainqueur du Grand Prix des galeries de France
  - Vainqueur du Grand Prix de la ville d'Alger de vitesse[6]
  - Champion d'Alger de vitesse
  - Remporte le championnat des 50 km de l'Union vélocipédique de France (UVF)
  - Remporte le championnat des 100 km de l'Union vélocipédique de France (UVF)
  - Remporte les courses cyclistes des fêtes de Blida
  - Remporte le championnat de l'Union Vélocipédique de France (UVF) qualificatif pour les éliminatoires du championnat cycliste de France
  - Remporte la course cycliste des fêtes de Rouiba
  - Remporte la course cycliste des fêtes de Larbaa
  - Remporte la course cycliste des fêtes de Birtouta
  - Remporte différentes courses cyclistes au Vélodrome d'Alger
- 1922
  - Remporte le championnat de l'Union vélocipédique de France (UVF)
  - Remporte la course américaine de 3 heures avec le coureur cycliste parisien Chardon au vélodrome d'Hiver d'Alger
  - Remporte le Match France-Afrique en binôme avec le champion cycliste tunisien Nefaty Ali
  - Remporte la course américaine de 50 kilomètres toujours avec le champion cycliste tunisien Nefaty Ali
  - Remporte la course poursuite contre Ballester au vélodrome d'Alger
  - Remporte avec Azrour Mohamed la course américaine d'une heure au vélodrome d'Hiver
  - Remporte la course américaine régionale avec Azrour Mohamed au vélodrome d'Hiver
  - Remporte la course américaine de 100 km avec le coureur cycliste Altari au vélodrome d'Hiver
  - Remporte la course américaine de 50 km avec le coureur cycliste Suducca
  - Remporte la course Individuelle de 25 km au vélodrome d'Hiver
  - 3e de Nice-Puget-Théniers-Nice
- 1923
  - Vainqueur de l'épreuve réservée au AS
  - Vainqueur du Grand Prix Albert
  - Vainqueur du Grand Prix de la Colonne : Alger-Blida et retour 100 km
  - Champion d'Alger de vitesse
  - Remporte le Championnat d'Algérie Cycliste
  - Prix de Guyotville
  - Remporte la coupe de l'Andalouse
  - Remporte les épreuves cyclistes de l'Union vélocipédique de France (UVF) celles de 50 km et de 100 km
  - Remporte l'épreuve cycliste du Sporting Club Blideen (SCB)
  - Remporte la course de vitesse des fêtes de Boufarik
  - Remporte la course cycliste de Larbaa
  - Remporte la course cycliste de Guyotville
  - Remporte le championnat cycliste du Département d'Alger
  - Remporte le championnat des 100 km organise par l'UVF
  - Prix de l'Amicale
  - Prix de Cherchell
  - Prixd'El Affroun
  - Remporte le Tour de Constantine
- 1924
  - 3e au Classique Alger-Oran 420 km
  - Grand Critérium de la ville d'Alger[7]
  - Vainqueur du Grand Prix de la ville d'El-Affroun
  - Vainqueur du Critérium des Pâques
  - Prix de l'UVF a Oran
  - Remporte le Championnat départemental de vitesse (Alger)
  - Remporte la course américaine du Stade d'Alger avec le coureur cycliste Azrour Mohamed
  - Grand Prix Molinari (course américaine) pendant la réunion cycliste de la ville d'Oran
- 1925
  - Champion d'Afrique du Nord de vitesse
  - Remporte la course Individuelle du vélodrome de Saint Eugene
  - Prix Zimmerman
  - Prix Milan-San Remo"
  - Remporte la course de vitesse organisée par le Gallia Sport Algérois (GSA)
  - Remporte la course américaine organisée par le Gallia Sport algérois (GSA) avec le coureur cycliste Azrour Mohamed
  - Remporte le Championnat Nord-Africain de vitesse
  - Prix Kuntz (course de vitesse)
  - Prix Charles Pélissier
- 1926
  - Champion d'Afrique du Nord de vitesse
  - Remporte la course américaine avec Azrour Mohamed au Stade Municipal
  - Remporte la course des 150 km organisée par l'UVF
  - Remporte les épreuves cyclistes de Blida
  - Remporte la deuxième manche de la course américaine avec Thomas (coureur cycliste)
  - Remporte la course a l'italienne du vélodrome du Gallia a Oran
- 1927
  - 2e avec Said Oucheni d'une poursuite derrière de la tandem Casayous - Ferraro
  - Prix Mariano avec Guercy
  - Prix Michaud (course de vitesse)
- 1928
  - Vainqueur de la course handicap du vélodrome Borg a Tunis (Tunisie)
  - Vainqueur du Prix Pladner (match derrière tandems)
  - Vainqueur du Championnat de vitesse du Gallia Sport algérois (GSA)
  - Grand Prix de Saint Eugène
- 1929
  - Vainqueur de la course américaine du vélodrome de Tunis (Tunisie)
  - Prix Bouquillon (match Omnium)
  - Vainqueur de la course américaine du Stade vélodrome de Saint Eugène
  - Prix Eschenerbrenner (match poursuite contre le coureur Moineau)
- 1930
  - Champion de vitesse de l'Afrique du Nord
  - Vainqueur de la Course américaine de 50 km
  - Vainqueur du Prix de Paques avec Kybilene Abdelkader
- 1931
  - Remporte la Course de Vitesse à Blida